# Benzo(a)antraceen
Benzo(a)antraceen is een organische verbinding met als brutoformule C18H12. De stof komt voor als kleurloze tot geelbruine fluorescerende schilfers of poeder, die onoplosbaar is in water. Deze molecule bestaat uit 4 aan elkaar gekoppelde benzeenringen, een zogenaamd PAK. De stof is mogelijk kankerverwekkend bij de mens (IARC-klasse 2B).